# Districte de Dielsdorf

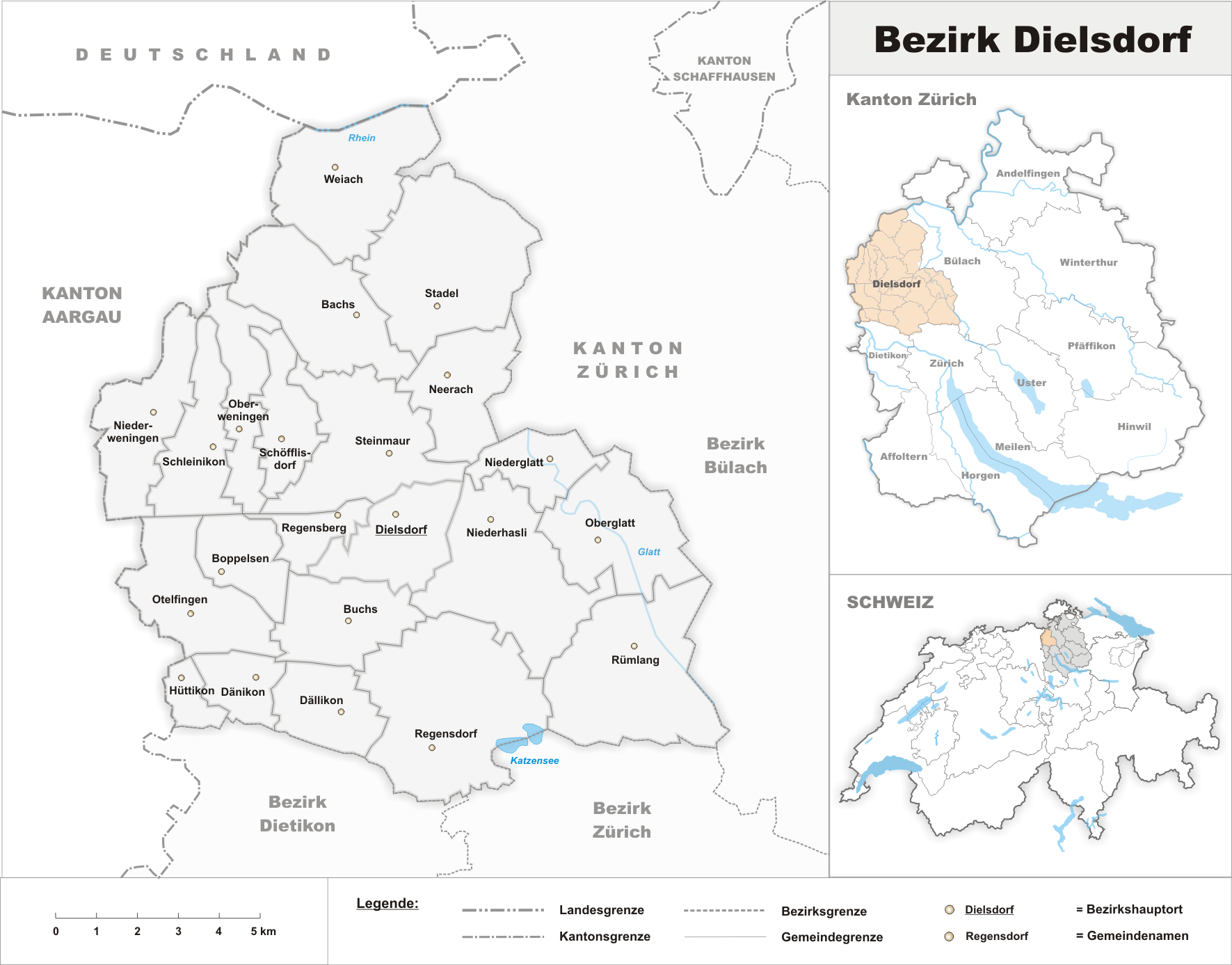
El districte de Dielsdorf

El Districte de Dielsdorf és un dels 11 districtes del cantó de Zúric (Suïssa). Té una població de 74.918 habitants (cens de 2007) i una superfície de 152.73 km². Està compost per 22 municipis i el cap del districte és Dielsdorf.

## Municipis
| Escut          | Codi postal i Municipi | Habitants (Dez. 2007) | Superfície en km² | Número SFOS |
| -------------- | ---------------------- | --------------------- | ----------------- | ----------- |
| Bachs          | 8164 Bachs             | 558                   | 9.12              | 0081        |
| Boppelsen      | 8113 Boppelsen         | 1250                  | 3.94              | 0082        |
| Buchs ZH       | 8107 Buchs             | 5097                  | 5.87              | 0083        |
| Dällikon       | 8108 Dällikon          | 3519                  | 4.50              | 0084        |
| Dänikon        | 8114 Dänikon           | 1789                  | 2.80              | 0085        |
| Dielsdorf      | 8157 Dielsdorf         | 5137                  | 5.86              | 0086        |
| Hüttikon       | 8115 Hüttikon          | 627                   | 1.60              | 0087        |
| Neerach        | 8173 Neerach           | 2808                  | 6.01              | 0088        |
| Niederglatt    | 8172 Niederglatt       | 4346                  | 3.62              | 0089        |
| Niederhasli    | 8155 Niederhasli       | 8067                  | 11.24             | 0090        |
| Niederweningen | 8166 Niederweningen    | 2555                  | 6.88              | 0091        |
| Oberglatt      | 8154 Oberglatt         | 5410                  | 8.29              | 0092        |
| Oberweningen   | 8165 Oberweningen      | 1530                  | 4.86              | 0093        |
| Otelfingen     | 8112 Otelfingen        | 2259                  | 7.23              | 0094        |
| Regensberg     | 8158 Regensberg        | 470                   | 2.39              | 0095        |
| Regensdorf     | 8105 Regensdorf        | 15673                 | 14.62             | 0096        |
| Rümlang        | 8153 Rümlang           | 6046                  | 12.39             | 0097        |
| Schleinikon    | 8165 Schleinikon       | 703                   | 5.65              | 0098        |
| Schöfflisdorf  | 8165 Schöfflisdorf     | 1189                  | 4.05              | 0099        |
| Stadel         | 8174 Stadel            | 1886                  | 12.85             | 0100        |
| Steinmaur      | 8162 Steinmaur         | 3006                  | 9.39              | 0101        |
| Weiach         | 8187 Weiach            | 993                   | 9.57              | 0102        |
|                | Total (22)             | 74'918                | 152.73            | 0104        |